# Arabsat 5B
O Arabsat 5B (também conhecido por Badr 5) é um satélite de comunicação geoestacionário saudita construído pelas empresas Astrium e Thales Alenia Space. Ele está localizado na posição orbital de 20 graus de longitude leste e era operado pela Arabsat. O satélite foi baseado na plataforma Eurostar-3000 e sua expectativa de vida útil é de 15 anos.

## História
O Badr-5 (tecnicamente Arabsat 5B), é um satélite baseado no modelo Eurostar-3000, terá uma massa de lançamento de 5.400 kg, e uma potência de 14 kW nave espacial, no final de sua vida útil de serviço de 15 anos. Equipado com uma carga com 56 transponders ativos em banda Ku e banda Ka, o Badr 5 proporciona principalmente capacidade de back-up plena em órbita, tanto para o Badr 4 como para o Badr 6. Localizado juntamente com os outros satélites da constelação Badr da Arabsat para a transmissão de vídeo Direct-To-Home em sua posição orbital de 26 graus de longitude leste, que garante aos seus clientes que transmitem em uma única redundância, o nível mais elevado na região. Outras missões complementares incluem apoiar o crescimento esperado de HDTV e, graças à sua capacidade de banda Ka, o desenvolvimento de serviços interativos sofisticados.

## Lançamento
O satélite foi lançado com sucesso ao espaço no dia 3 de junho de 2010, às 22:00 UTC, por meio de um veículo Proton-M/Briz-M, lançado a partir do Cosmódromo de Baikonur, no Cazaquistão. Ele tinha uma massa de lançamento de 5.420 kg.

## Capacidade e cobertura
O Arabsat 5B é equipado com 56 transponders em banda Ku e Ka para fornecer serviços de transmissões em toda a região do Oriente Médio e Norte da África.